# Coupe des Pyrénées
Pour la randonnée automobile, voir Coupe des Pyrénées (automobile).

La Coupe des Pyrénées était une compétition de football franco-espagnole. Elle opposa de 1910 à 1914 les clubs des régions limitrophes des Pyrénées (Catalogne, Pays basque, Languedoc, Midi-Pyrénées et Aquitaine).
L'épreuve disparut avec la Première Guerre mondiale.

## Historique
| Date | Lieu de la finale | Vainqueur    | Finaliste            | Score | Autres clubs participants           |
| 1910 | Sète              | FC Barcelone | Real Sociedad        | 2-1   | Olympique Cettois, Stade Toulousain |
| 1911 | Toulouse          | FC Barcelone | Bon Gars de Bordeaux | 4-0   | Olympique Cettois                   |
| 1912 | Toulouse          | FC Barcelone | Stade Bordelais      | 5-3   |                                     |
| 1913 | Barcelone         | FC Barcelone | Comète Simot         | 7-2   |                                     |
| 1914 | Barcelone         | Espanya CF   | Comète Simot         | 3-1   |                                     |

## Palmarès
- 4 titres : FC Barcelone
- 1 titre : Espanya CF

## Sources
- http://www.rsssf.com/tablesp/pyrenees.html